# Давід Сільва
Даві́д Хосуе́ Хіме́нес Сі́льва (ісп. David Josué Jiménez Silva; нар. 8 січня 1986, Аргінегін, Канарські острови) — іспанський футболіст, півзахисник.

## Клубна кар'єра
Кар'єра Давіда почалася в «Ейбарі», куди він перейшов на правах оренди з «Валенсії», забивши за сезон 5 голів. У сезоні 2005/2006 Сільва був відданий в оренду «Сельті» з Віго, за яку й дебютував у Ла-Лізі. Зігравши 34 матчі і забивши 4 голи, зарекомендував себе як майбутня іспанська зірка. Незабаром Давід був викликаний до молодіжної збірної і забив 4 голи на молодіжному чемпіонаті світу в 2005 році. Цього результату вистачило, щоб зайняти 4-е місце в списку найкращих бомбардирів турніру.
2006 року повернувся з оренди до «Валенсії», де швидко завоював собі місце в основному складі і за декілька років став ключовою фігурою у центрі поля валенсійців як універсальний гравець, здатний грати на обох флангах і в центрі півзахисту. Його часто порівнювали з Пабло Аймаром — гравцем, якого він замінив у «Валенсії». 21 червня 2007 Сільва підписав семирічний контракт з «Валенсією».
30 червня 2010 було оголошено про перехід Давіда до «Манчестер Сіті». Сума трансферу склала 28.75 мільйонів євро. Контракт був розрахований на 5 років . В англійському клубі також відразу отримав місце у стартовому складі і почав відпрацьовувати сплачені за його трансфер кошти. Використовувався здебільшого як фланговий півзахисник, рідше грав на позиції «під нападниками». Регулярно перебував серед найкращих асистентів Прем'єр-ліги та включався до різноманітних символічних збірних.
У вересні 2012 року уклав нову п'ятирічну угоду з «Ман Сіті»; 12 серпня 2014 знову перепідписав контракт з клубом на той самий термін.
У 2019 році, після відходу з клубу Венсана Компані, Сільва став капітаном «містян». 26 червня 2019 року Сільва оголосив, що покине Манчестер Сіті після закінчення сезону 2019–20.
Влітку 2020 року, попри чутки про перехід в «Лаціо», Сільва приєднався до складу клубу «Реал Сосьєдад». Станом на 22 травня 2021 року відіграв за клуб із Сан-Себастьяна 21 матч в національному чемпіонаті.
27 липня 2023 року, через важку травму коліна, Сільва офіційно завершив футбольну кар'єру.

## Збірна
Давід дебютував у національній збірній Іспанії у товариському матчі проти Румунії 15 листопада 2006. Він також зіграв у переможному матчі проти Англії. Показавши хорошу гру в перших матчах, Сільва зберіг місце в збірній. У товариському матчі проти Греції 22 серпня 2007 року, що завершився перемогою іспанців з рахунком 3-2, Сільва забив 2 голи.
Брав участь в тріумфальному для іспанської збірної чемпіонаті Європи 2008 року, у півфінальному матчі проти команди Росії, що закінчився з рахунком 3-0 на користь іспанців, забив третій гол на 82-й хвилині.
За два роки був включений до складу збірної Іспанії для участі в світовій першості 2010 року, за результатами якої іспанці уперше в історії стали чемпіонами світу. Під час фінального турніру у Південно-Африканській Республіці не був основним гравцем команди, вийшовши лише у стартовому складі на гру групового етапу проти швейцарців та вийшовши на заміну на останні 5 хвилин півфінальної гри проти Німеччини.
А вже на нступному великому турнірі збірної Іспанії — Євро-2012 — був стабільним гравцем основного складу, розпочинав на полі усі сім матчів збірної у цьому змаганні, яке завершилося здобуттям другого поспіль титулу континентальних чемпіонів. Сільва забив на цьому турнірі два голи, взявши участь у двох розгромних перемогах «червоної фурії» з однаковим рахунком 4:0 — над збірною Ірландії на груповому етапі та у київському фіналі проти італійців.
Згодом провів на полі усі три гри збірної Іспанії на чемпіонаті світу 2014 року, на якому діючі на той час чемпіони світу не змогли навіть подолати груповий етап, а також усі чотири гри на чемпіонаті Європи 2016 року, де іспанці не змогли захистити й континентальний титул, вибувши з боротьби на стадії 1/8 фіналу. Перша гра групового етапу на Євро-2016 проти чехів стала для Сільви 100-им офіційним матчем у формі національної команди.
У травні 2018 року був включений до заявки національної команди для участі у своїй третій світовій першості — тогорічному чемпіонаті світу в Росії.

## Статистика виступів

### Статистика клубних виступів
Станом на 22 травня 2021 року
| Сезон                      | Команда                    | Чемпіонат                  | Чемпіонат | Чемпіонат | Національний кубок | Національний кубок | Національний кубок | Континентальні кубки | Континентальні кубки | Континентальні кубки | Інші змагання | Інші змагання | Інші змагання | Усього | Усього |
| Сезон                      | Команда                    | Ліга                       | Ігор      | Голів     | Ліга               | Ігор               | Голів              | Ліга                 | Ігор                 | Голів                | Ліга          | Ігор          | Голів         | Ігор   | Голів  |
| -------------------------- | -------------------------- | -------------------------- | --------- | --------- | ------------------ | ------------------ | ------------------ | -------------------- | -------------------- | -------------------- | ------------- | ------------- | ------------- | ------ | ------ |
| 2003–04                    | «Валенсія Б»               | СДБ                        | 14        | 1         | -                  | -                  | -                  | -                    | -                    | -                    | -             | -             | -             | 14     | 1      |
| 2004–05                    | «Ейбар»                    | СД                         | 35        | 4         | КІ                 | 0                  | 0                  | -                    | -                    | -                    | -             | -             | -             | 35     | 4      |
| 2005–06                    | «Сельта»                   | ПД                         | 34        | 4         | КІ                 | 4                  | 0                  | -                    | -                    | -                    | -             | -             | -             | 38     | 4      |
| 2006–07                    | «Валенсія»                 | ПД                         | 36        | 4         | КІ                 | 4                  | 2                  | ЛЧ                   | 11                   | 3                    | -             | -             | -             | 51     | 9      |
| 2007–08                    | «Валенсія»                 | ПД                         | 34        | 5         | КІ                 | 8                  | 1                  | ЛЧ                   | 8                    | 1                    | -             | -             | -             | 50     | 7      |
| 2008–09                    | «Валенсія»                 | ПД                         | 19        | 4         | КІ                 | 3                  | 0                  | КУЄФА                | 3                    | 1                    | СІ            | 2             | 1             | 27     | 6      |
| 2009–10                    | «Валенсія»                 | ПД                         | 30        | 8         | КІ                 | 2                  | 1                  | ЛЄ                   | 8                    | 1                    | -             | -             | -             | 40     | 10     |
| Усього за «Валенсію»       | Усього за «Валенсію»       | Усього за «Валенсію»       | 119       | 21        |                    | 17                 | 4                  |                      | 30                   | 6                    |               | 2             | 1             | 168    | 32     |
| 2010–11                    | «Манчестер Сіті»           | ПЛ                         | 35        | 4         | КА+КЛ              | 7+1                | 1+0                | ЛЄ                   | 10                   | 1                    | -             | -             | -             | 53     | 6      |
| 2011–12                    | «Манчестер Сіті»           | ПЛ                         | 36        | 6         | КА+КЛ              | 1+1                | 0                  | ЛЧ+ЛЄ                | 6+4                  | 1+1                  | СА            | 1             | 0             | 49     | 8      |
| 2012–13                    | «Манчестер Сіті»           | ПЛ                         | 32        | 4         | КА+КЛ              | 5+0                | 1+0                | ЛЧ                   | 3                    | 0                    | СА            | 1             | 0             | 41     | 5      |
| 2013–14                    | «Манчестер Сіті»           | ПЛ                         | 27        | 7         | КА+КЛ              | 3+4                | 0                  | ЛЧ                   | 6                    | 1                    | -             | -             | -             | 40     | 8      |
| 2014–15                    | «Манчестер Сіті»           | ПЛ                         | 32        | 12        | КА+КЛ              | 2+1                | 0                  | ЛЧ                   | 6                    | 0                    | СА            | 1             | 0             | 42     | 12     |
| 2015–16                    | «Манчестер Сіті»           | ПЛ                         | 24        | 2         | КА+КЛ              | 0+4                | 0                  | ЛЧ                   | 8                    | 2                    | -             | -             | -             | 36     | 4      |
| 2016–17                    | «Манчестер Сіті»           | ПЛ                         | 34        | 4         | КА+КЛ              | 4+0                | 2+0                | ЛЧ                   | 7                    | 2                    | -             | -             | -             | 45     | 8      |
| 2017–18                    | «Манчестер Сіті»           | ПЛ                         | 29        | 9         | КА+КЛ              | 2+2                | 0+1                | ЛЧ                   | 7                    | 0                    | -             | -             | -             | 40     | 10     |
| 2018–19                    | «Манчестер Сіті»           | ПЛ                         | 33        | 6         | КА+КЛ              | 5+3                | 1+0                | ЛЧ                   | 9                    | 3                    | СА            | 0             | 0             | 50     | 10     |
| 2019–20                    | «Манчестер Сіті»           | ПЛ                         | 27        | 6         | КА+КЛ              | 5+3                | 0                  | ЛЧ                   | 4                    | 0                    | СА            | 1             | 0             | 40     | 6      |
| Усього за «Манчестер Сіті» | Усього за «Манчестер Сіті» | Усього за «Манчестер Сіті» | 309       | 60        |                    | 53                 | 6                  |                      | 70                   | 11                   |               | 4             | 0             | 436    | 77     |
| 2019–20                    | «Реал Сосьєдад»            | ПД                         | -         | -         | КІ                 | 1                  | 0                  | -                    | -                    | -                    | -             | -             | -             | 1      | 0      |
| 2020–21                    | «Реал Сосьєдад»            | ПД                         | 21        | 2         | КІ                 | 0                  | 0                  | ЛЄ                   | 5                    | 0                    | -             | -             | -             | 26     | 2      |
| Усього за «Реал Сосьєдад»  | Усього за «Реал Сосьєдад»  | Усього за «Реал Сосьєдад»  | 21        | 2         |                    | 1                  | 0                  |                      | 5                    | 0                    |               | -             | -             | 27     | 2      |
| Усього за кар'єру          | Усього за кар'єру          | Усього за кар'єру          | 532       | 92        |                    | 75                 | 10                 |                      | 105                  | 17                   |               | 6             | 1             | 718    | 120    |

### Статистика виступів за збірну
| Дата       | Місто                  | Господарі            | Результат               | Гості                | Турнір                | Голи | Примітки                         |
| ---------- | ---------------------- | -------------------- | ----------------------- | -------------------- | --------------------- | ---- | -------------------------------- |
| 15-11-2006 | Кадіс                  | Іспанія              | 0 – 1                   | Румунія              | товариський матч      | -    |                                  |
| 7-2-2007   | Манчестер              | Англія               | 0 – 1                   | Іспанія              | товариський матч      | -    | 65'                              |
| 24-3-2007  | Мадрид                 | Іспанія              | 2 – 1                   | Данія                | Відбір до ЧЄ 2008     | -    |                                  |
| 28-3-2007  | Пальма (місто)         | Іспанія              | 1 – 0                   | Ісландія             | Відбір до ЧЄ 2008     | -    |                                  |
| 6-6-2007   | Вадуц                  | Ліхтенштейн          | 0 – 2                   | Іспанія              | Відбір до ЧЄ 2008     | -    | 77'                              |
| 22-8-2007  | Салоніки               | Греція               | 2 – 3                   | Іспанія              | товариський матч      | 2    |                                  |
| 8-9-2007   | Рейк'явік              | Ісландія             | 1 – 1                   | Іспанія              | Відбір до ЧЄ 2008     | -    |                                  |
| 12-9-2007  | Ов'єдо                 | Іспанія              | 2 – 0                   | Латвія               | Відбір до ЧЄ 2008     | -    | 70'                              |
| 17-10-2007 | Гельсінкі              | Фінляндія            | 0 – 0                   | Іспанія              | товариський матч      | -    | 55'                              |
| 17-11-2007 | Мадрид                 | Іспанія              | 3 – 0                   | Швеція               | Відбір до ЧЄ 2008     | -    | 66'                              |
| 21-11-2007 | Лас-Пальмас            | Іспанія              | 1 – 0                   | Північна Ірландія    | Відбір до ЧЄ 2008     | -    |                                  |
| 26-3-2008  | Ельче                  | Іспанія              | 1 – 0                   | Італія               | товариський матч      | -    | 46'                              |
| 31-5-2008  | Уельва                 | Іспанія              | 2 – 1                   | Перу                 | товариський матч      | -    | 70' 82'                          |
| 4-6-2008   | Сантандер              | Іспанія              | 1 – 0                   | США                  | товариський матч      | -    | 58'                              |
| 10-6-2008  | Інсбрук                | Іспанія              | 4 – 1                   | Росія                | ЧЄ 2008 - 1-й етап    | -    | 77'                              |
| 14-6-2008  | Інсбрук                | Швеція               | 1 – 2                   | Іспанія              | ЧЄ 2008 - 1-й етап    | -    |                                  |
| 22-6-2008  | Відень                 | Іспанія              | 0 – 0 д.ч. (4 - 2 п.п.) | Італія               | ЧЄ 2008 - чвертьфінал | -    |                                  |
| 26-6-2008  | Відень                 | Росія                | 0 – 3                   | Іспанія              | ЧЄ 2008 - півфінал    | 1    |                                  |
| 29-6-2008  | Відень                 | Німеччина            | 0 – 1                   | Іспанія              | ЧЄ 2008 - Фінал       | -    | 66'- 2-й титул чемпіонів Європи  |
| 20-8-2008  | Копенгаген             | Данія                | 0 – 3                   | Іспанія              | товариський матч      | -    | 46'                              |
| 11-2-2009  | Севілья                | Іспанія              | 2 – 0                   | Англія               | товариський матч      | -    | 56'                              |
| 28-3-2009  | Мадрид                 | Іспанія              | 1 – 0                   | Туреччина            | Відбір до ЧС 2010     | -    | 78'                              |
| 1-4-2009   | Стамбул                | Туреччина            | 1 – 2                   | Іспанія              | Відбір до ЧС 2010     | -    | 74'                              |
| 14-6-2009  | Рустенбург             | Нова Зеландія        | 0 – 5                   | Іспанія              | Кубок Конфедерацій    | -    | 70'                              |
| 17-6-2009  | Блумфонтейн            | Іспанія              | 1 – 0                   | Ірак                 | Кубок Конфедерацій    | -    | 67'                              |
| 28-6-2009  | Рустенбург             | Іспанія              | 3 – 2 д.ч.              | ПАР                  | Кубок Конфедерацій    | -    | 57'                              |
| 12-8-2009  | Скоп'є                 | Північна Македонія   | 2 – 3                   | Іспанія              | товариський матч      | -    |                                  |
| 5-9-2009   | Ла-Корунья             | Іспанія              | 5 – 0                   | Бельгія              | Відбір до ЧС 2010     | 2    |                                  |
| 9-9-2009   | Мерида                 | Іспанія              | 3 – 0                   | Естонія              | Відбір до ЧС 2010     | -    | 79'                              |
| 14-10-2009 | Зениця                 | Боснія і Герцеговина | 2 – 5                   | Іспанія              | Відбір до ЧС 2010     | 1    | 82'                              |
| 14-11-2009 | Мадрид                 | Іспанія              | 2 – 1                   | Аргентина            | товариський матч      | -    | 66'                              |
| 18-11-2009 | Відень                 | Австрія              | 1 – 5                   | Іспанія              | товариський матч      | -    | 46'                              |
| 3-3-2010   | Сен-Дені               | Франція              | 0 – 2                   | Іспанія              | товариський матч      | -    | 81'                              |
| 29-5-2010  | Інсбрук                | Іспанія              | 3 – 2                   | Саудівська Аравія    | товариський матч      | -    | 60'                              |
| 3-6-2010   | Інсбрук                | Іспанія              | 1 – 0                   | Південна Корея       | товариський матч      | -    | 79'                              |
| 8-6-2010   | Мурсія                 | Іспанія              | 6 – 0                   | Польща               | товариський матч      | 1    | 56'                              |
| 16-6-2010  | Дурбан                 | Іспанія              | 0 – 1                   | Швейцарія            | ЧС 2010 - 1-й етап    | -    | 61'                              |
| 7-7-2010   | Дурбан                 | Німеччина            | 0 – 1                   | Іспанія              | ЧС 2010 - півфінал    | -    | 86'                              |
| 11-8-2010  | Мехіко                 | Мексика              | 1 – 1                   | Іспанія              | товариський матч      | 1    | 46'                              |
| 3-9-2010   | Вадуц                  | Ліхтенштейн          | 0 – 4                   | Іспанія              | Відбір до ЧЄ 2012     | 1    | 57'                              |
| 7-9-2010   | Буенос-Айрес           | Аргентина            | 4 – 1                   | Іспанія              | товариський матч      | -    | 46'                              |
| 8-10-2010  | Саламанка              | Іспанія              | 3 – 1                   | Литва                | Відбір до ЧЄ 2012     | 1    |                                  |
| 12-10-2010 | Глазго                 | Шотландія            | 2 – 3                   | Іспанія              | Відбір до ЧЄ 2012     | -    | 76'                              |
| 17-11-2010 | Лісабон                | Португалія           | 4 – 0                   | Іспанія              | товариський матч      | -    |                                  |
| 9-2-2011   | Мадрид                 | Іспанія              | 1 – 0                   | Колумбія             | товариський матч      | 1    | 75'                              |
| 29-3-2011  | Каунас                 | Литва                | 1 – 3                   | Іспанія              | Відбір до ЧЄ 2012     | -    | 54'                              |
| 4-6-2011   | Фоксборо (Массачусетс) | США                  | 0 – 4                   | Іспанія              | товариський матч      | -    | 64'                              |
| 7-6-2011   | Пуерто-ла-Крус         | Венесуела            | 0 – 3                   | Іспанія              | товариський матч      | -    | 45'                              |
| 10-8-2011  | Барі                   | Італія               | 2 – 1                   | Іспанія              | товариський матч      | -    |                                  |
| 2-9-2011   | Санкт-Галлен           | Іспанія              | 3 – 2                   | Чилі                 | товариський матч      | -    | 26' 79'                          |
| 7-10-2011  | Прага                  | Чехія                | 0 – 2                   | Іспанія              | Відбір до ЧЄ 2012     | -    |                                  |
| 11-10-2011 | Аліканте               | Іспанія              | 3 – 1                   | Шотландія            | Відбір до ЧЄ 2012     | 2    | 55'                              |
| 12-11-2011 | Лондон                 | Англія               | 1 – 0                   | Іспанія              | товариський матч      | -    |                                  |
| 15-11-2011 | Сан-Хосе               | Коста-Рика           | 2 – 2                   | Іспанія              | товариський матч      | 1    | 83'                              |
| 29-2-2012  | Малага                 | Іспанія              | 5 – 0                   | Венесуела            | товариський матч      | 1    | 60'                              |
| 26-5-2012  | Санкт-Галлен           | Іспанія              | 2 – 0                   | Сербія               | товариський матч      | -    | 46'                              |
| 30-5-2012  | Берн                   | Іспанія              | 4 – 1                   | Південна Корея       | товариський матч      | -    |                                  |
| 3-6-2012   | Севілья                | Іспанія              | 1 – 0                   | КНР                  | товариський матч      | 1    |                                  |
| 10-6-2012  | Гданськ                | Іспанія              | 1 – 1                   | Італія               | ЧЄ 2012 - 1-й етап    | -    | 65'                              |
| 14-6-2012  | Гданськ                | Іспанія              | 4 – 0                   | Ірландія             | ЧЄ 2012 - 1-й етап    | 1    |                                  |
| 18-6-2012  | Гданськ                | Хорватія             | 0 – 1                   | Іспанія              | ЧЄ 2012 - 1-й етап    | -    | 73'                              |
| 23-6-2012  | Донецьк                | Іспанія              | 2 – 0                   | Франція              | ЧЄ 2012 - чвертьфінал | -    | 65'                              |
| 27-6-2012  | Донецьк                | Іспанія              | 0 – 0 (4 - 2 п.п.)      | Португалія           | ЧЄ 2012 - півфінал    | -    | 60'                              |
| 1-7-2012   | Київ                   | Італія               | 0 – 4                   | Іспанія              | ЧЄ 2012 - Фінал       | 1    | 59' - 3-й титул чемпіонів Європи |
| 15-8-2012  | Баямон (Пуерто-Рико)   | Пуерто-Рико          | 1 – 2                   | Іспанія              | товариський матч      | -    | 56'                              |
| 7-9-2012   | Понтеведра             | Іспанія              | 5 – 0                   | Саудівська Аравія    | товариський матч      | -    | 60'                              |
| 11-9-2012  | Тбілісі                | Грузія               | 0 – 1                   | Іспанія              | Відбір до ЧС 2014     | -    | 64'                              |
| 12-10-2012 | Мінськ                 | Білорусь             | 0 – 4                   | Іспанія              | Відбір до ЧС 2014     | -    | 31' 57'                          |
| 16-10-2012 | Мадрид                 | Іспанія              | 1 – 1                   | Франція              | Відбір до ЧС 2014     | -    | 13'                              |
| 22-3-2013  | Хіхон                  | Іспанія              | 1 – 1                   | Фінляндія            | Відбір до ЧС 2014     | -    | 89'                              |
| 8-6-2013   | Маямі-Ґарденс          | Іспанія              | 2 – 1                   | Гаїті                | товариський матч      | -    | 46'                              |
| 11-6-2013  | Нью-Йорк               | Іспанія              | 2 – 0                   | Ірландія             | товариський матч      | -    | 46'                              |
| 20-6-2013  | Ріо-де-Жанейро         | Іспанія              | 10 – 0                  | Таїті                | Кубок Конфедерацій    | 2    |                                  |
| 23-6-2013  | Форталеза              | Нігерія              | 0 – 3                   | Іспанія              | Кубок Конфедерацій    | -    | 64'                              |
| 27-6-2013  | Форталеза              | Іспанія              | 0 – 0 д.ч. (7 - 6 п.п.) | Італія               | Кубок Конфедерацій    | -    | 53'                              |
| 14-8-2013  | Гуаякіль               | Еквадор              | 0 – 2                   | Іспанія              | товариський матч      | -    | 46'                              |
| 11-10-2013 | Пальма (місто)         | Іспанія              | 2 – 1                   | Білорусь             | Відбір до ЧС 2014     | -    |                                  |
| 5-3-2014   | Мадрид                 | Іспанія              | 1 – 0                   | Італія               | товариський матч      | -    | 46'                              |
| 30-5-2014  | Севілья                | Іспанія              | 2 – 0                   | Болівія              | товариський матч      | -    | 62'                              |
| 7-6-2014   | Лендовер               | Сальвадор            | 0 – 2                   | Іспанія              | товариський матч      | -    | 46'                              |
| 13-6-2014  | Салвадор               | Іспанія              | 1 – 5                   | Нідерланди           | ЧС 2014 - 1-й етап    | -    | 78'                              |
| 18-6-2014  | Ріо-де-Жанейро         | Іспанія              | 0 – 2                   | Чилі                 | ЧС 2014 - 1-й етап    | -    |                                  |
| 23-6-2014  | Куритиба               | Австралія            | 0 – 3                   | Іспанія              | ЧС 2014 - 1-й етап    | -    | 85'                              |
| 4-9-2014   | Сен-Дені               | Франція              | 1 – 0                   | Іспанія              | товариський матч      | -    | 57'                              |
| 8-9-2014   | Валенсія               | Іспанія              | 5 – 1                   | Північна Македонія   | Відбір до ЧЄ 2016     | 1    |                                  |
| 9-10-2014  | Жиліна                 | Словаччина           | 2 – 1                   | Іспанія              | Відбір до ЧЄ 2016     | -    | 44' 71'                          |
| 12-10-2014 | Люксембург             | Люксембург           | 0 – 4                   | Іспанія              | Відбір до ЧЄ 2016     | 1    | 70'                              |
| 27-3-2015  | Севілья                | Іспанія              | 1 – 0                   | Україна              | Відбір до ЧЄ 2016     | -    |                                  |
| 31-3-2015  | Амстердам              | Нідерланди           | 2 – 0                   | Іспанія              | товариський матч      | -    | 46'                              |
| 11-6-2015  | Леон                   | Іспанія              | 2 – 1                   | Коста-Рика           | товариський матч      | -    | 59'                              |
| 14-6-2015  | Борисов                | Білорусь             | 0 – 1                   | Іспанія              | Відбір до ЧЄ 2016     | 1    | 85'                              |
| 5-9-2015   | Ов'єдо                 | Іспанія              | 2 – 0                   | Словаччина           | Відбір до ЧЄ 2016     | -    |                                  |
| 8-9-2015   | Скоп'є                 | Північна Македонія   | 0 – 1                   | Іспанія              | Відбір до ЧЄ 2016     | -    |                                  |
| 9-10-2015  | Логроньйо              | Іспанія              | 4 – 0                   | Люксембург           | Відбір до ЧЄ 2016     | -    | 11'                              |
| 24-3-2016  | Удіне                  | Італія               | 1 – 1                   | Іспанія              | товариський матч      | -    | 71'                              |
| 27-3-2016  | Клуж-Напока            | Румунія              | 0 – 0                   | Іспанія              | товариський матч      | -    | 79'                              |
| 29-5-2016  | Санкт-Галлен           | Іспанія              | 3 – 1                   | Боснія і Герцеговина | товариський матч      | -    | 46'                              |
| 1-6-2016   | Зальцбург              | Іспанія              | 6 – 1                   | Південна Корея       | товариський матч      | 1    | 46'                              |
| 7-6-2016   | Хетафе                 | Іспанія              | 0 – 1                   | Грузія               | товариський матч      | -    | 61'                              |
| 13-6-2016  | Тулуза                 | Іспанія              | 1 – 0                   | Чехія                | ЧЄ 2016 - 1-й етап    | -    | 100-та гра                       |
| 17-6-2016  | Ніцца                  | Іспанія              | 3 – 0                   | Туреччина            | ЧЄ 2016 - 1-й етап    | -    | 64'                              |
| 21-6-2016  | Бордо                  | Хорватія             | 2 – 1                   | Іспанія              | ЧЄ 2016 - 1-й етап    | -    |                                  |
| 27-6-2016  | Сен-Дені               | Італія               | 2 – 0                   | Іспанія              | ЧЄ 2016 - 1/8 фіналу  | -    | 90+4'                            |
| 1-9-2016   | Брюссель               | Бельгія              | 0 – 2                   | Іспанія              | товариський матч      | 2    | 74'                              |
| 5-9-2016   | Леон                   | Іспанія              | 8 – 0                   | Ліхтенштейн          | Відбір до ЧС 2018     | 2    |                                  |
| 6-10-2016  | Турин                  | Італія               | 1 – 1                   | Іспанія              | Відбір до ЧС 2018     | -    |                                  |
| 11-10-2016 | Шкодер (місто)         | Албанія              | 0 – 2                   | Іспанія              | Відбір до ЧС 2018     | -    |                                  |
| 12-11-2016 | Гранада                | Іспанія              | 4 – 0                   | Північна Македонія   | Відбір до ЧС 2018     | -    |                                  |
| 15-11-2016 | Лондон                 | Англія               | 2 – 2                   | Іспанія              | товариський матч      | -    | 64'                              |
| 24-3-2017  | Хіхон                  | Іспанія              | 4 – 1                   | Ізраїль              | Відбір до ЧС 2018     | 1    |                                  |
| 28-3-2017  | Сен-Дені               | Франція              | 0 – 2                   | Іспанія              | товариський матч      | 1    | 53'                              |
| 7-6-2017   | Мурсія                 | Іспанія              | 2 – 2                   | Колумбія             | товариський матч      | 1    | 36' 46'                          |
| 11-6-2017  | Скоп'є                 | Північна Македонія   | 1 – 2                   | Іспанія              | Відбір до ЧС 2018     | 1    | 67' 69'                          |
| 2-9-2017   | Мадрид                 | Іспанія              | 3 – 0                   | Італія               | Відбір до ЧС 2018     | -    |                                  |
| 5-9-2017   | Вадуц                  | Ліхтенштейн          | 0 – 8                   | Іспанія              | Відбір до ЧС 2018     | 1    | 46'                              |
| 6-10-2017  | Аліканте               | Іспанія              | 3 – 0                   | Албанія              | Відбір до ЧС 2018     | -    | 74'                              |
| 11-11-2017 | Малага                 | Іспанія              | 5 – 0                   | Коста-Рика           | товариський матч      | 2    |                                  |
| 14-11-2017 | Санкт-Петербург        | Росія                | 3 – 3                   | Іспанія              | товариський матч      | -    | 58'                              |
| 23-3-2018  | Дюссельдорф            | Німеччина            | 1 – 1                   | Іспанія              | товариський матч      | -    | 71'                              |
| 3-6-2018   | Вілярреаль             | Іспанія              | 1 – 1                   | Швейцарія            | товариський матч      | -    | 60'                              |
| 9-6-2018   | Краснодар              | Туніс                | 0 – 1                   | Іспанія              | товариський матч      | -    | 60'                              |
| 15-6-2018  | Сочі                   | Португалія           | 3 – 3                   | Іспанія              | ЧС 2018 - 1-й етап    | -    | 86'                              |
| 20-6-2018  | Казань                 | Іран                 | 0 – 1                   | Іспанія              | ЧС 2018 - 1-й етап    | -    |                                  |
| 25-6-2018  | Калінінград            | Іспанія              | 2 – 2                   | Марокко              | ЧС 2018 - 1-й етап    | -    | 84'                              |
| 1-7-2018   | Москва                 | Іспанія              | 1 – 1 д.ч. (3 – 4 п.п.) | Росія                | ЧС 2018 - 1/8 фіналу  | -    | 67'                              |
| Усього     |                        | Матчів (7 місце)     | 125                     |                      | Голів (4 місце)       | 35   |                                  |

## Досягнення
«Валенсія»
- Володар Кубка Іспанії: 2007-08
- Бронзовий призер Чемпіонату Іспанії: 2009-10

«Манчестер Сіті»
- Чемпіон Англії: 2011-12, 2013-14, 2017-18, 2018-19
- Володар Кубка Англії: 2010-11, 2018-19
- Володар Кубка Ліги: 2013-14, 2015-16, 2017-18, 2018-19, 2019-20
- Володар Суперкубка Англії: 2012, 2018, 2019

«Реал Сосьєдад»
- Володар Кубка Іспанії: 2019-20

Іспанія
- Чемпіон Європи (U-19): 2004
- Чемпіон Європи: 2008, 2012
- Чемпіон світу: 2010